# NGC 2138
NGC 2138 (другое обозначение — ESO 86-SC40) — рассеянное скопление в созвездии Золотой Рыбы, расположенное в Большом Магеллановом Облаке. Открыто Джоном Гершелем в 1834 году. Возраст скопления составляет 70—200 миллионов лет.
Этот объект входит в число перечисленных в оригинальной редакции «Нового общего каталога».